# Ardmore (Oklahoma)
Ardmore ist eine Stadt und der Sitz der Countyverwaltung (County Seat) des Carter Countys im Bundesstaat Oklahoma in den Vereinigten Staaten. Das U.S. Census Bureau hat bei der Volkszählung 2020 eine Einwohnerzahl von 24.725 ermittelt.

## Parks
Ardmore ist umgeben von vielen Seen, unter anderem dem Lake Murray im Lake Murray State Park mit dem Tucker Tower. Der Park wurde nach dem US-amerikanischen Politiker William H. Murray (1869–1956) benannt.

## Wirtschaft und Infrastruktur
Der größte Arbeitgeber in Ardmore ist der Reifenhersteller Michelin, der in Ardmore ein Werk zu Reifenherstellung westlich der Stadt betreibt und dort knapp 1.900 Menschen beschäftigt. Eine weitere größere Betriebsstätte ist die Erdölraffinerie der Valero Energy Corporation. In Ardmore befindet sich auch der Hauptsitz der IMTEC Corporation ein Hersteller von  Zahnimplantaten.

### Verkehr
Ardmore hat zwei lokale Flugplätze, den Ardmore Downtown Executive Airport, südöstlich der Stadt, und den Ardmore Municipal Airport einen ehemaligen Militärflugplatz der United States Army Air Forces nordöstlich ca. 15 km außerhalb von Ardmore. Der nächstgelegene Flughafen ist der Will Rogers World Airport in Oklahoma City und der Flughafen Dallas/Fort Worth, beide liegen rund 140 km von Ardmore entfernt. Eine Zugverbindung führt von Ardmore auf den Flughafen Dallas über den Heartland Flyer und den Trinity Railway Express. Die Interstate 35 führt westlich von Ardmore vorbei und führt im Norden Richtung Oklahoma City und im Süden nach Dallas.

### Medien
Die Tageszeitung The Daily Ardmoreite wurde 1893 gegründet und ist die größte Tageszeitung in Ardmore.

## Persönlichkeiten

### Söhne und Töchter der Stadt
- Carolyn Warner (1930–2018), Unternehmensberaterin, Marketingberaterin, Geschäftsfrau, Dozentin und Politikerin
- Joel Hefley (* 1935), Politiker
- William K. Brewster (1941–2022), Politiker
- Anthony Cox (* 1954), Jazzbassist
- John Hinckley, Jr. (* 1955), Attentäter
- Craig Groeschel (* 1967), methodistischer Pastor und Kirchengründer von Life.church
- Jermaine Gresham (* 1988), Footballspieler

### Persönlichkeiten, die vor Ort gewirkt haben
- Rue McClanahan (1934–2010), Schauspielerin
- John W. Harreld (1872–1950), Politiker
- Hosea Townsend (1840–1909), Politiker
- Charles D. Carter (1868–1929), Politiker
- William Marion Dalton, Mitglied der Dalton-Brüder

## Sonstiges
- Am 22. April 1966 war Ardmore der Schauplatz des bis dato größten Flugzeugabsturzes in der Geschichte Oklahomas. → Hauptartikel: American-Flyers-Airline-Flug 280/D
- Ardmore war der Drehort für Filme wie The Lycanthrope (2007) und Jagd auf Dillinger (Dillinger, 1973).